# Son Na-eun
Son Na-eun, auch unter dem Mononym Naeun bekannt, (* 10. Februar 1994 in Seoul) ist eine südkoreanische Sängerin und Schauspielerin. Bekanntheit erlangte sie ab 2011 als Mitglied der Girlgroup Apink sowie seit 2012 als Film- und Fernsehdarstellerin.

## Leben
Son Na-eun wurde im Bezirk Gangnam-gu von Seoul geboren, wo sie auch an der Chungdam High School zur Schule ging. Anschließend besuchte Son Na-eun die School of Performing Arts Seoul, wo sie 2013 ihren Abschluss machte. Es folgte ein Studium im Bereich Theater und Film an der Dongguk University, deren Botschafterin sie 2014 wurde.
Nach einem erfolgreichen Casting bei JYP Entertainment begann Son Na-eun ihre Gesangskarriere, wechselte jedoch bald zu Cube Entertainment. Erste Aufmerksamkeit erregte die damals 16-Jährige als Gastsängerin im Lied Beautiful der Boygroup Beast. Als Einfluss für den Beginn ihrer Musikkarriere nannte sie die Popsängerin BoA.
Im Februar 2011 wurde Son Na-eun als erstes Mitglied der Girlgroup Apink unter dem Management von IST Entertainment bekannt gegeben. Sie betätigte sich für die Gruppe auch mehrfach als Songschreiberin und trug unter anderem 2016 den Titelsong Dear (Whisper) des Albums Dear bei. 2021 verließ Son Na-eun ihr altes Label und wurde im selben Jahr bei YG Entertainment mit Fokus auf ihre Schauspielkarriere unter Vertrag genommen. Sie blieb jedoch zunächst weiterhin als Mitglied bei Apink aktiv. Im April 2022 gab Son Na-eun ihren Ausstieg aus der Gruppe bekannt.
2012 begann Son Na-eun ihre Karriere als Schauspielerin. 2015 hatte sie eine größere Rolle als Oh Hye-mi in allen 16 Folgen der Fernsehserie Second 20s. Im Jahr folgte eine Rolle als Park Hye-ji an der Seite von Park So-dam in der Serie Cinderella with Four Knights. Ihre erste Hauptrolle in einem Film spielte Son Na-eun 2018 neben Seo Young-hee im Horror-Mysteryfilm The Wrath. 2022 wirkte sie in einer Hauptrolle als Oh Soo-jeong in der Serie Ghost Doctor mit.
Neben ihrer Schauspiel- und Musikkarriere war Son Na-eun bereits vielfach in koreanischen Werbespots internationaler Marken wie Adidas oder dem Kosmetikhersteller Neutrogena zu sehen. Zudem setzt sie sich für wohltätige Zwecke ein und spendete im Februar 2020 50 Millionen Won zugunsten Betroffener der COVID-19-Pandemie.
Für ihre musikalischen und schauspielerischen Leistungen wurde Son Na-eun mehrfach ausgezeichnet. So erhielt sie 2013 den Preis als Star of the Year bei den MBC Entertainment Awards. Die Zeitschrift Forbes wählte Son Na-eun 2019 in ihrer Liste Korea Power Celebrity 40 auf Platz 32 der einflussreichsten Prominenten Südkoreas.

## Filmografie (Auswahl)
- 2012: The Great Seer (Dae Pung Su; Fernsehserie)
- 2012: Salamander Guru and The Shadows (Doryongnyong Dosawa Geurimja Jojakdan; Fernsehserie, eine Folge)
- 2015: Second 20s (Dubeonjjae Seumusal; Fernsehserie, 16 Folgen)
- 2016: Cinderella with Four Knights (Sinderellawa Ne Myeong-ui Gisa; Fernsehserie, 16 Folgen)
- 2017: The Most Beautiful Goodbye (Sesangeseo Gajang Areumdawoon Yibyeol; Fernsehserie, vier Folgen)
- 2018: The Wrath (Yeo-gok-seong)
- 2018: YG – Was kommt nach Big Bang? (YG Jeonja; Fernsehserie, eine Folge)
- 2020: Dinner Mate (Jeonyeok Kati Deusilraeyo; Fernsehserie, 32 Folgen)
- 2022: Ghost Doctor (Goseuteu Dagteo; Fernsehserie, 16 Folgen)
- 2023: Agency (Daehaengsa; Fernsehserie, 16 Folgen)
- 2024: Romance in the House (Gajok X Melo; Fernsehserie; 12 Folgen)